# تام پوتی
تام پوتی (انگلیسی: Tom Poti؛ زادهٔ ۲۲ مارس ۱۹۷۷) بازیکن هاکی روی یخ اهل ایالات متحده آمریکا است.
از باشگاه‌هایی که در آن بازی کرده‌است می‌توان به نیویورک رنجرز و ادمونتون اویلرز اشاره کرد.